# Michele Chardonnetová
Michele Chardonnetová (* 27. října 1956 Toulon) je bývalá francouzská atletka, která startovala hlavně v překážkách na 100 metrů.
Startovala za Francii na letních olympijských hrách v roce 1984, které se konaly v Los Angeles v USA na 100 metrů překážek, kde společně s Američankou Kim Turnerovou získala bronzovou medaili.